# Municipio de Eulalia
El municipio de Eulalia (en inglés: Eulalia Township) es un municipio ubicado en el condado de Potter en el estado estadounidense de Pensilvania. En el año 2000 tenía una población de 941 habitantes y una densidad poblacional de 11 personas por km².

## Geografía
El municipio de Eulalia se encuentra ubicado en las coordenadas 41°35′00″N 77°52′59″O / 41.58333, -77.88306.

## Demografía
Según la Oficina del Censo en 2000 los ingresos medios por hogar en la localidad eran de $40,469 y los ingresos medios por familia eran $52,708. Los hombres tenían unos ingresos medios de $45,278 frente a los $27,188 para las mujeres. La renta per cápita para la localidad era de $27,245. Alrededor del 5,8% de la población estaban por debajo del umbral de pobreza.